# Mitsubishi Starion
Der Mitsubishi Starion ist ein Sportwagen von Mitsubishi Motors. Er wurde von Mai 1982 bis Juni 1990 an verschiedenen Produktionsstandorten hergestellt. In Nordamerika wurde er auch als Conquest von den Marken Chrysler, Dodge und Plymouth vermarktet. Der Starion gilt als Begründer der japanischen Turbolader-Ära, obwohl er nicht das erste Turbolader-Fahrzeug auf dem Markt war.

## Geschichte
Bei seiner Markteinführung in Deutschland hatte der Starion eine Motorleistung von 125 kW (170 PS) aus einem 2-Litermotor mit 4 Zylindern und Abgasturbolader. Diese frühen Modelle haben die Modellreihenbezeichnung A170 (Motor 4G63T) sowie A180 und A183 (Motor G54A).
Im Mai 1985 wurde dem Starion ein Ladeluftkühler spendiert, die Leistung stieg auf 132 kW (180 PS).
Im Zuge der Modellpflege wurde ab September 1987 ein 2,6-Liter-Motor (Motorkennung 4G54B, ebenfalls mit 4 Zylindern, Turbolader und Ladeluftkühler) eingebaut, sowie die Karosserie überarbeitet. Es entstand der sogenannte „Widebody“ mit aggressiv ausgestellten Radhäusern und dreiteiligen Spoilern vorn und hinten. Das „große“ Modell hat die Bezeichnung A187(A) und war serienmäßig mit zwei Abgaskatalysatoren und einem recht komplizierten Abgasaufbereitungssystem ausgerüstet. Die 2.0er-Modelle wurden nur selten mit Katalysator ausgerüstet (zumeist für den US-amerikanischen Markt mit den zu dieser Zeit strikten Abgasbestimmungen für Import-Pkw). Eine Weiterentwicklung des A187 ist die Ausrüstung B 'VIRAGE' mit einer Leistungsanhebung auf 205 kW (279 PS). Von diesen Fahrzeugen wurden jedoch nur wenige am Ende der Serie gebaut. Mitsubishi reagierte damit auf den neuen Toyota Supra 7M-GTE (ab 1987), als der 3000GT mit vergleichbaren Leistungsdaten noch nicht serienreif war.
Die Vierzylindermotoren verfügen über „silent shafts“-Ausgleichswellen. Diese von Mitsubishi patentierte Technik wurde auch von Porsche für Vierzylindermotoren verwendet. Es handelt sich um zwei Wellen im Motorblock, an denen Unwuchtgewichte angebracht sind, die sich mit doppelter Kurbelwellendrehzahl drehen und somit der Maschine einen ruhigen Lauf geben. Alle Motorisierungen haben eine Zweipunkt-Einspritzanlage, welche durch eine sogenannte ECU auf Basis eines Einchip-Mikrorechners 8049 gesteuert wird. Der ECU werden Daten aus einer Vielzahl von Sensoren geliefert.
Das Bremssystem des Starion hatte von Beginn an vorn und hinten belüftete Scheiben. Das System der Bremskraftregelung an der Hinterachse wird ASBS genannt und kann als Vorgänger des ABS betrachtet werden. Im Kofferraumboden ist ein G-Sensor eingebaut. Mit Hilfe dieses Sensors, der die Fahrzeugbewegung (g-Kräfte) ermittelt, wird der Bremsdruck der Hinterräder geregelt.
Vom Starion existierten in Deutschland laut KBA Flensburg (Stand: Juni 2015) von allen Motorvarianten noch etwa 52 Exemplare (inklusive vorübergehend stillgelegter Fahrzeuge). Im Januar 2014 waren es noch 60 Fahrzeuge. Zum Stichtag 1. Januar 2024 waren es 63 Fahrzeuge.

Laut einem FOCUS-Artikel von 2012 wurden in Deutschland rund 3.300 verkauft.

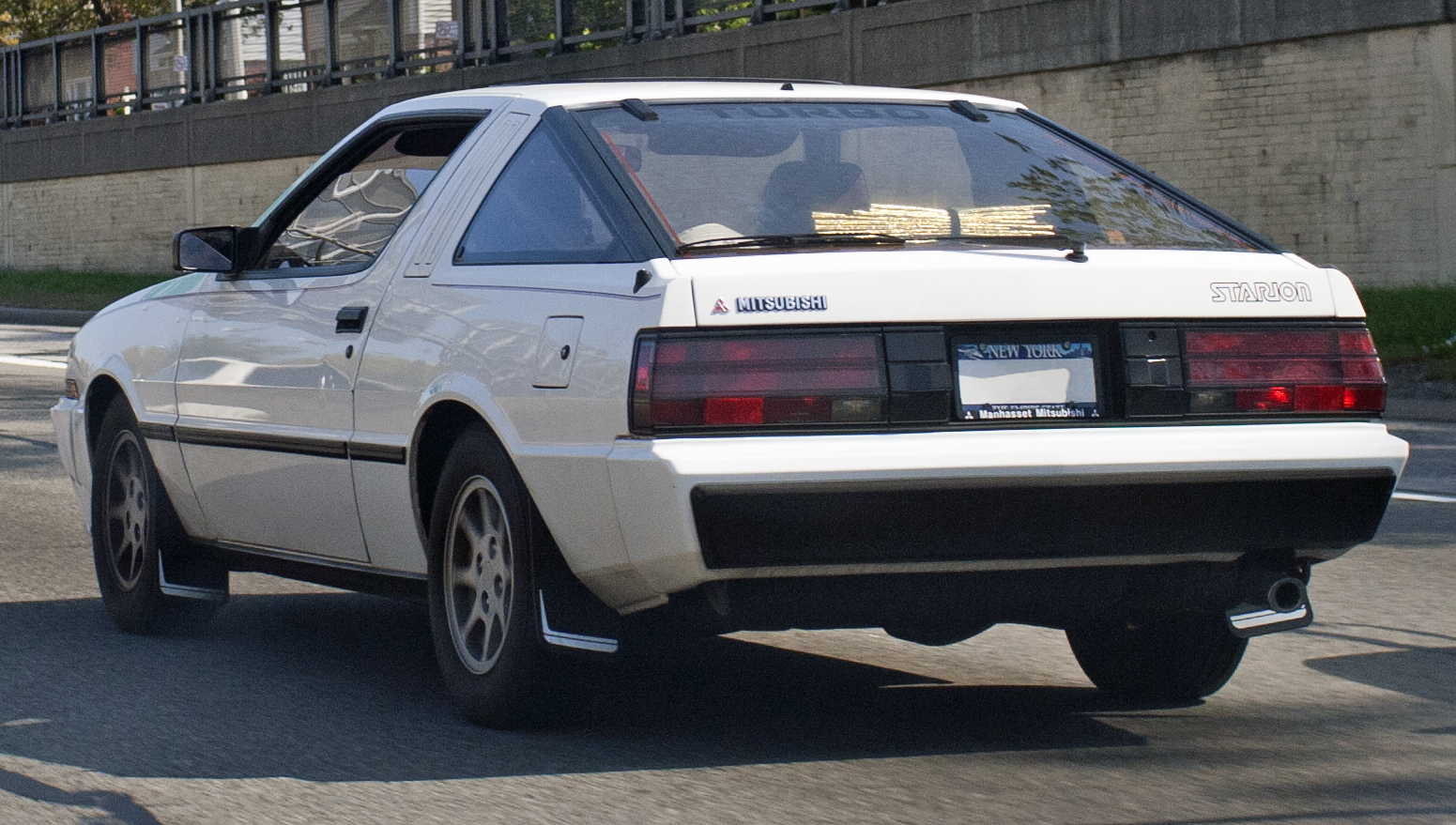
Heckansicht
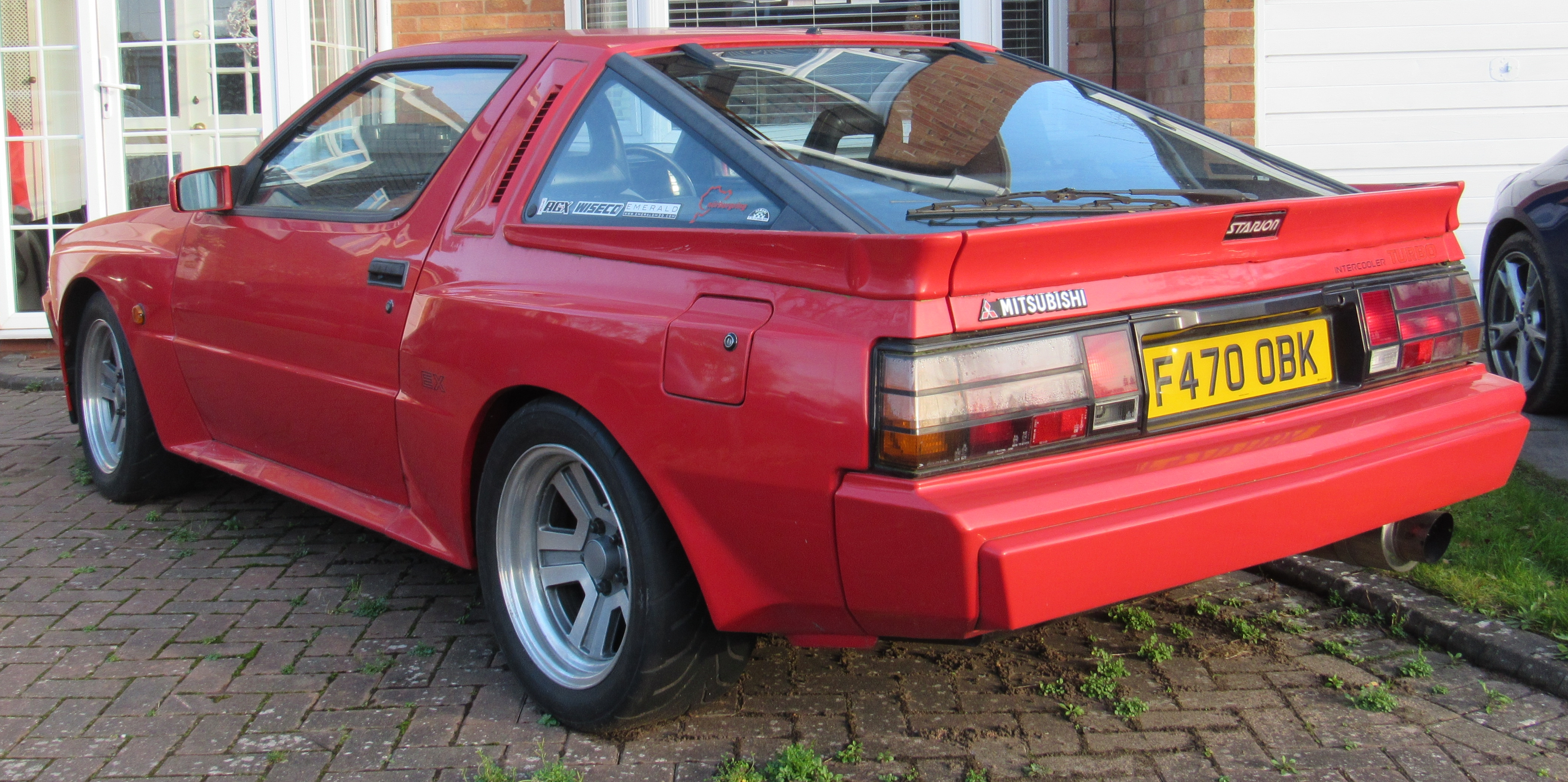
Heckansicht Turbo Widebody
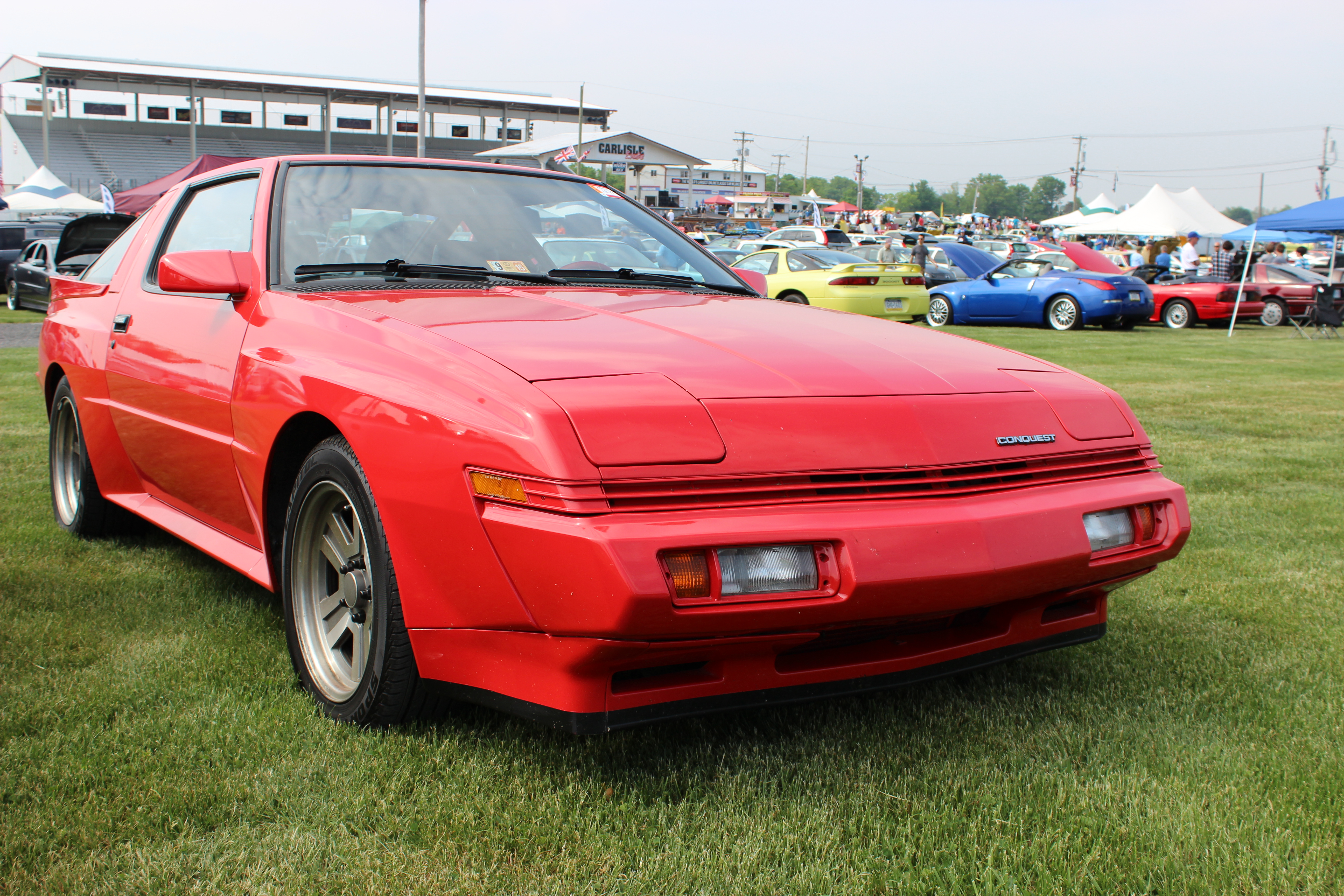
Chrysler Conquest
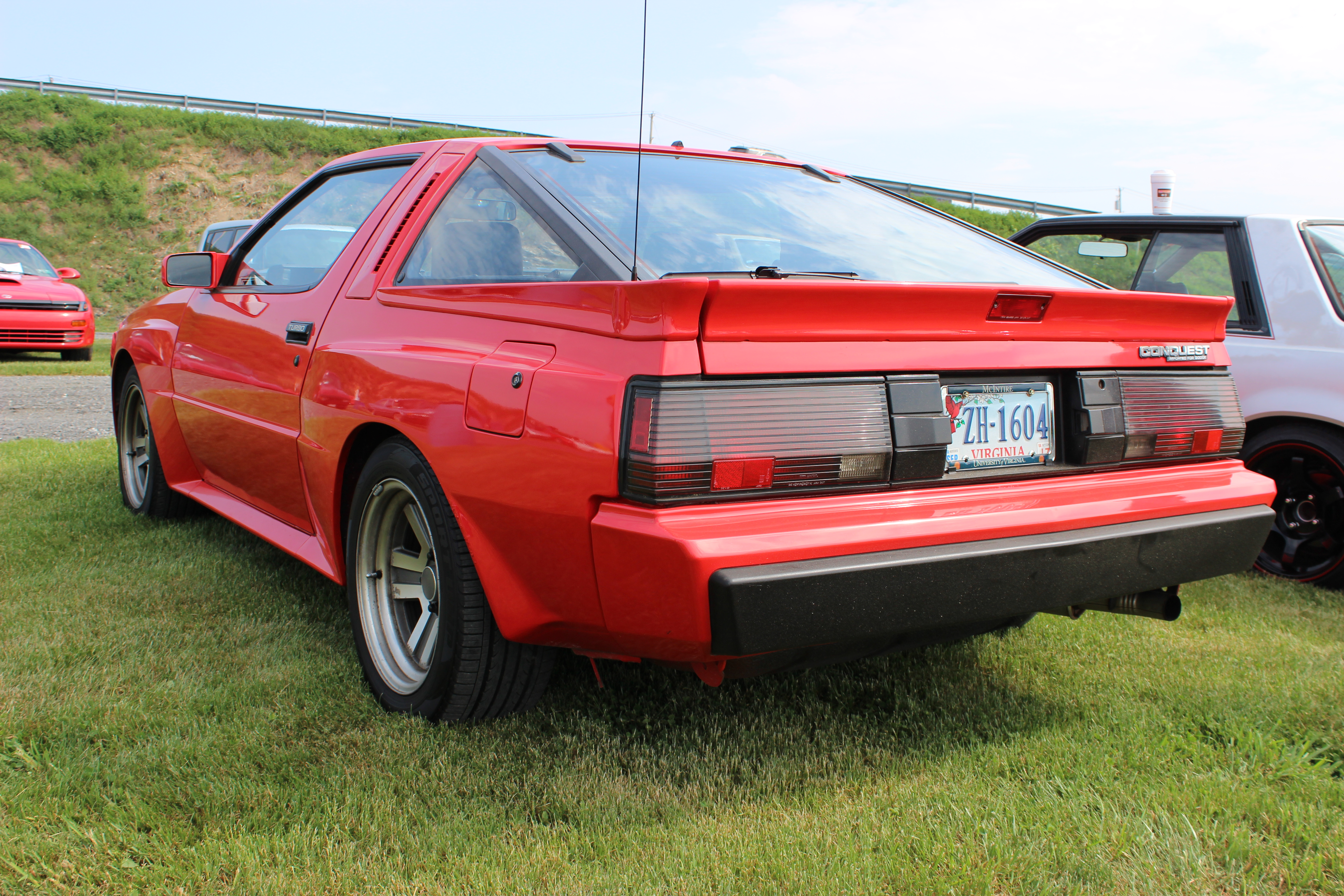
Heckansicht
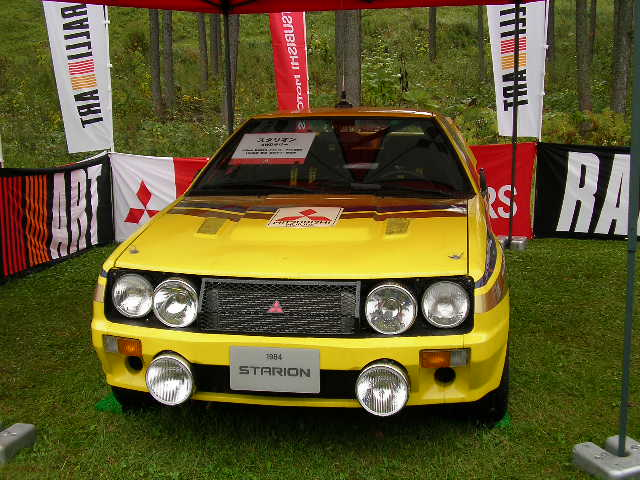
Starion als Rallyeauto-Prototyp der Gruppe B
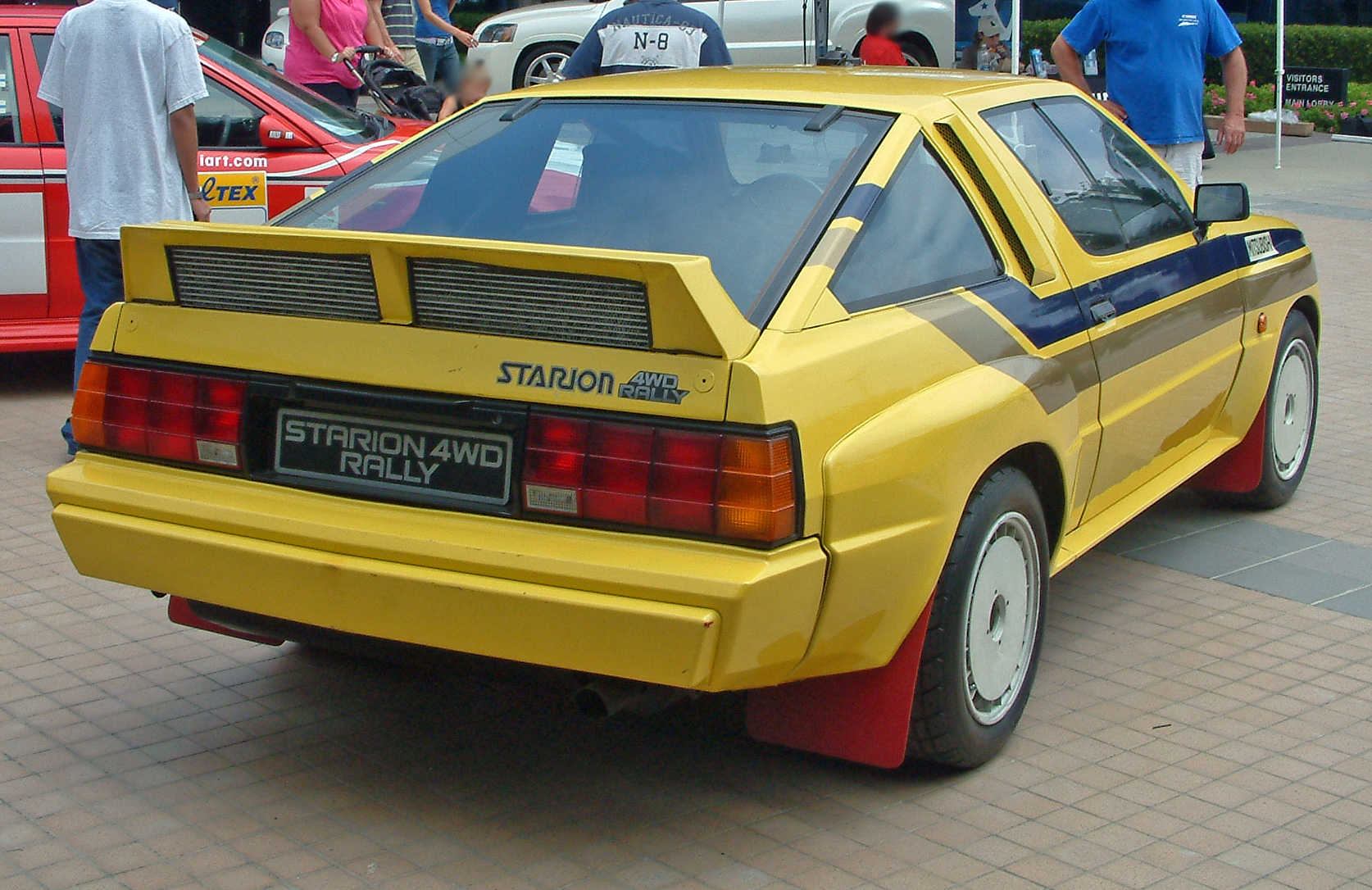
Heckansicht

| Mitsubishi Starion         | 2000 (1982)                                                         | USA (1987/89)                                                       |                         |
| -------------------------- | ------------------------------------------------------------------- | ------------------------------------------------------------------- | ----------------------- |
| Motor:                     | 4-Zylinder-Reihenmotor (Viertakt)                                   | 4-Zylinder-Reihenmotor (Viertakt)                                   |                         |
| Hubraum:                   | 1997 cm³                                                            | 2555 cm³                                                            |                         |
| Bohrung × Hub:             | 85 × 88 mm                                                          | 91,1 × 98 mm                                                        |                         |
| Leistung bei 1/min:        | 125 kW (170 PS) bei 5500                                            | 108/131/140 kW (147/178/191 PS) bei 5000                            |                         |
| Max. Drehmoment bei 1/min: | 245 Nm bei 3500                                                     | 251/302/318 Nm bei 2500                                             |                         |
| Verdichtung:               | 7,6:1                                                               | 7,0:1                                                               |                         |
| Gemischaufbereitung:       | Elektronische Einspritzung, Turbolader                              | Elektronische Einspritzung, Turbolader (178/191 PS: Ladeluftkühler) |                         |
| Ventilsteuerung:           | Obenliegende Nockenwelle, Antrieb über Zahnriemen                   | Obenliegende Nockenwelle, Antrieb über Zahnriemen                   |                         |
| Kühlung:                   | Wasserkühlung                                                       | Wasserkühlung                                                       |                         |
| Getriebe:                  | Fünfganggetriebe Hinterradantrieb                                   | Fünfganggetriebe oder Viergangautomatik Hinterradantrieb            |                         |
| Radaufhängung vorn:        | Querlenker, Schubstreben, Federbeine, Schraubenfedern, Stabilisator | Querlenker, Schubstreben, Federbeine, Schraubenfedern, Stabilisator |                         |
| Radaufhängung hinten:      | Dreiecklenker, Schraubenfedern, Stabilisator                        | Dreiecklenker, Schraubenfedern, Stabilisator                        |                         |
| Bremsen:                   | Innenbelüftete Scheibenbremsen rundum, Servo, a.W. ABS              | Innenbelüftete Scheibenbremsen rundum, Servo, a.W. ABS              |                         |
| Lenkung:                   | Kugelumlauflenkung, a.W. Servo                                      | Kugelumlauflenkung, a.W. Servo                                      |                         |
| Karosserie:                | Stahlblech, selbsttragend                                           | Stahlblech, selbsttragend                                           |                         |
| Spurweite vorn/hinten:     | 1395/1400 mm                                                        | 1395/1400 mm                                                        |                         |
| Radstand:                  | 2435 mm                                                             | 2435 mm                                                             |                         |
| Abmessungen:               | 4425 × 1705 × 1315 mm                                               | 4399 × 1697 × 1275 mm                                               |                         |
| Leergewicht:               | 1220–1245 kg                                                        | 1354–1468 kg                                                        |                         |
| Höchstgeschwindigkeit:     | 220 km/h                                                            | n. a.                                                               |                         |
| 0–100 km/h:                | 7,6 s                                                               | n. a.                                                               |                         |
| Verbrauch (L/100 km):      | ca. 8–16 S                                                          | n. a.                                                               |                         |
| Preis (Stand 02/08):       | Sfr. 25.990–29.990 (1982)                                           | US-$ 15.469–19.859 (1987/90)                                        | DM 30.250–36.760 (1988) |